# Leotíquidas II
Leotíquidas II fue un rey de Esparta que gobernó desde el año 491 a. C. hasta el 476 a. C. Pertenecía a la dinastía de los Euripóntidas y sucedió a Demarato, que había sido derrocado previamente. 
Le sucedió en el trono Arquidamo II, hijo de Ménares, que tuvo un hijo, Zeuxidamo.
Leotíquidas tras haber muerto Zeuxidamo, se casó en segundas nupcias con Eurídama, que era hija de Diactóridas y hermana de Menio. Con ella no tuvo descendencia masculina, pero sí una hija, Lampito, a la que desposó Arquidamo, el hijo de Zeuxidamo ya que Leotíquidas le había concedido su mano.
En el año 479 a. C., dirigió la flota griega que resultó vencedora en la batalla de Mícala, aprovechando que la flota persa había sido parcialmente desmovilizada. Los barcos persas fueron capturados o quemados, y el campamento persa, tomado al asalto.
Acusado Leotíquidas de dejarse sobornar durante la conducción de una expedición a Tesalia que tenía como objetivo castigar a los Aleuadas, miembros de una familia dirigente de Larisa, por haber apoyado a Jerjes I durante la segunda guerra médica; fue juzgado en 476 a. C. y condenado al exilio, que pasaría en Tegea hasta su muerte, que tuvo lugar en el año 469 a. C.
La política de Leotíquidas pareció tender a la expansión por el continente, a costa de estados que, como los de Grecia central, colaboraron de grado o por fuerza con los persas. Era consciente, como Pausanias, de que la guerra era campo privilegiado para que un rey destacase, adquiriera nombre y acrecentara su poder, de tal modo, que si Esparta continuaba desplegando una activa política exterior, los diarcas tenían garantizada la dirección de las campañas militares. No deja de resultar paradójico que ambos reyes, saludados como salvadores de los griegos, acabaran sus días deshonrados y proscritos en la memoria colectiva espartana. 